# Милованов, Алексей Михайлович
Алексе́й Миха́йлович Милова́нов (23 марта 1913 — 6 марта 1944) — командир эскадрильи 193-го истребительного авиационного полка 302-й Кировоградской истребительной авиационной дивизии 4-го истребительного авиационного корпуса 5-й воздушной армии. Герой Советского Союза, капитан.

## Биография
Родился 10 (23) марта 1913 г. в городе Иваново-Вознесенск (ныне Иваново). Работал на ткацкой фабрике «Красная Талка». В РККА с 1931 года. В 1933 году окончил Ленинградскую военно-теоретическую школу лётчиков, в 1935 году — Энгельсскую военно-авиационную школу пилотов.
Участник Великой Отечественной войны с июня 1941 года в должности лётчика 181-го истребительного авиационного полка 44-й истребительной авиационной дивизии Юго-Западного фронта. С начала 1942 года воевал в составе 193-го истребительного авиационного полка.
К февралю 1944 года Милованов совершил 211 боевых вылетов, в 30 воздушных боях лично сбил 12 и в составе группы 1 самолёт противника (по наградному листу сбил 17 лично и 5 в группе). 6 февраля 1944 года представлен к званию Героя Советского Союза.
6 марта 1944 года Милованов совершал свой 230-й боевой вылет с целью сбора разведданных. На обратном пути самолёт Милованова попал под зенитный обстрел, сам лётчик получил тяжёлое ранение. Милованов сумел долететь до своего аэродрома в селе Ротмистровка (ныне посёлок Смелянского района Черкасской области), но из-за тяжёлого ранения не сумел посадить самолёт и разбился.
Похоронен неподалёку от места гибели. На могиле установлен обелиск.

## Награды
- Указом Президиума Верховного Совета СССР от 1 июля 1944 года Милованову посмертно присвоено звание Героя Советского Союза.
- Награждён орденом Ленина, тремя орденами Красного Знамени, орденом Отечественной войны 1-й степени.

## Память
- В Иванове фамилия Милованова увековечена на мемориале героев-ивановцев, на памятниках ученикам школы № 38 и фабрики «Красная Талка».
- 5 мая 2005 года на доме, где проживал Милованов, была установлена мемориальная доска.
- В городе Смела фамилией Милованова названа улица.